# (169) Zelia
(169) Zelia ist ein Asteroid des inneren Hauptgürtels, der am 28. September 1876 vom französischen Astronomen Prosper-Mathieu Henry am Pariser Observatorium entdeckt wurde.
Der Asteroid wurde benannt zu Ehren einer Nichte des französischen Astronomen Camille Flammarion und Tochter seiner Schwester Berthe.

## Wissenschaftliche Auswertung
Aus Ergebnissen der IRAS Minor Planet Survey (IMPS) wurden 1992 erstmals Angaben zu Durchmesser und Albedo für zahlreiche Asteroiden abgeleitet, darunter auch (169) Zelia, für die damals Werte von 33,6 km bzw. 0,23 erhalten wurden. Eine Auswertung von Beobachtungen durch das Projekt NEOWISE im nahen Infrarot führte 2011 zu vorläufigen Werten für den Durchmesser und die Albedo im sichtbaren Bereich von 38,6 km bzw. 0,18. Nachdem die Werte 2012 auf 33,3 km bzw. 0,24 korrigiert worden waren, wurden sie 2014 auf 37,5 km bzw. 0,19 geändert. Nach der Reaktivierung von NEOWISE im Jahr 2013 und Registrierung neuer Daten wurden die Werte 2015 mit 34,2 km bzw. 0,30 angegeben, diese Angaben beinhalten aber hohe Unsicherheiten.
Eine spektroskopische Untersuchung von 820 Asteroiden zwischen November 1996 und September 2001 am La-Silla-Observatorium in Chile ergab für (169) Zelia eine taxonomische Klassifizierung als S- bzw. O-Typ.
Photometrische Beobachtungen des Asteroiden erfolgten erstmals am 12. und 25. September 1981 am Table Mountain Observatory und am Lowell-Observatorium in Arizona. Während der Beobachtungszeiten konnte aber nur ein Teil einer Lichtkurven-Periodizität erfasst werden. Man konnte damals die Rotationsperiode nur auf >16 h schätzen. Weitere Messungen wurden vom 22. bis 28. Juli 1995 am Mt John University Observatory in Neuseeland durchgeführt. Die gemessenen Lichtkurven passten am ehesten zu einer Rotationsperiode von 13,27 h, allerdings konnte eine längere Periode von etwa 16 h auch nicht ausgeschlossen werden.
Die Unsicherheit konnte dann durch kombinierte Beobachtungen am Santana Observatory und an der Goat Mountain Astronomical Research Station (GMARS) in Kalifornien sowie am Organ Mesa Observatory in New Mexico vom 16. März bis 5. April 2009 aufgeklärt werden. Obwohl die aufgezeichneten Lichtkurven neben einer Rotationsperiode von 14,537 h auch eine solche von 21,805 h zuließen, wurde die kürzere Periode bevorzugt.
Aus archivierten Daten des Asteroid Terrestrial-impact Last Alert System (ATLAS) aus dem Zeitraum 2015 bis 2018 konnte in einer Untersuchung von 2022 mit der Methode der konvexen Inversion eine Rotationsperiode von 14,543 h berechnet werden. Dieses Ergebnis wurde auch bestätigt durch neue photometrische Messungen vom 28. Januar bis 15. Februar 2023 am Organ Mesa Observatory, wo eine Rotationsperiode von 14,539 h bestimmt wurde.